# Faridábád
Faridábád (hindi nyelven: फ़रीदाबाद, angolul: Faridabad) város India területén, Harijána szövetségi államban, Delhitől 30 km-re délre. 
Lakossága 1,4 millió fő volt 2011-ben.
Iparváros; többek között hűtőszekrényeket, cipőt, motorkerékpárokat, autóalkatrészeket, traktorokat állítanak itt elő.

## Fordítás
- Ez a szócikk részben vagy egészben  a   Faridabad című angol Wikipédia-szócikk fordításán alapul.  Az eredeti cikk szerkesztőit annak laptörténete sorolja fel. Ez a jelzés csupán a megfogalmazás eredetét és a szerzői jogokat jelzi, nem szolgál a cikkben szereplő információk forrásmegjelöléseként.
- Ez a szócikk részben vagy egészben  a   Faridabad című német Wikipédia-szócikk fordításán alapul.  Az eredeti cikk szerkesztőit annak laptörténete sorolja fel. Ez a jelzés csupán a megfogalmazás eredetét és a szerzői jogokat jelzi, nem szolgál a cikkben szereplő információk forrásmegjelöléseként.